# Колапс Німецької Демократичної Республіки

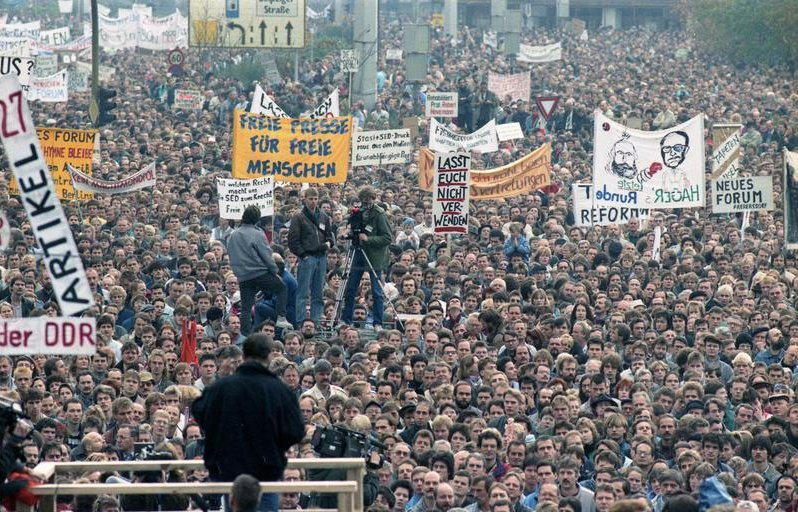
Демонстрація у Східному Берліні, 4 листопада 1989

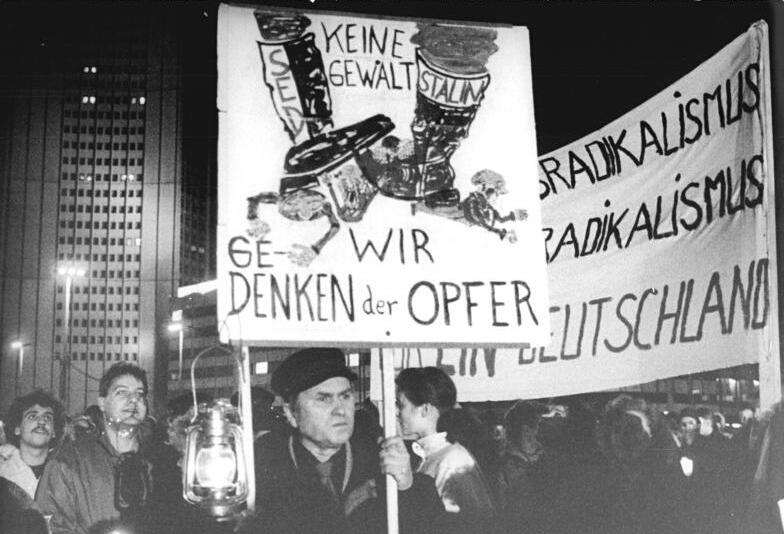
«Демонстрація по понеділках», Лейпциг, 18 грудня 1989

Колапс Німецької Демократичної Республіки — несприятлива для НДР зміна стану в економічному, політичному та суспільному житті держави, що, в початковій стадії, призвела до масової еміграції з країни, а в подальшому — до кризи держави та її поглинання Федеративною Республікою Німеччиною.
Громадсько-політична та економічна ситуація в НДР у 1970-1980-ті роки зовні виглядала досить сприятливою на тлі явних кризових явищ у низці східноєвропейських країн. Про це свідчили і відносно стабільний виробничий процес, і відносно високий в порівнянні з іншими країнами Центральної і Південно-Східної Європи життєвий рівень.
Однак до кінця 1980-х років загострилися протиріччя суспільного розвитку в умовах панування адміністративно-командної системи. Перш за все погіршилося економічне становище: державні плани систематично не виконувалися, непродумана інвестиційна політика призвела до серйозних диспропорцій у господарстві країни, зросли дефіцит державного бюджету і зовнішня заборгованість. У зв'язку з відходом великих мас населення на Захід до літа 1989 стало очевидним крайнє загострення становища з робочою силою в ряді галузей виробництва. Державний борг склав 20,6 млрд доларів (деякі джерела називають цифру в 26 млрд доларів).

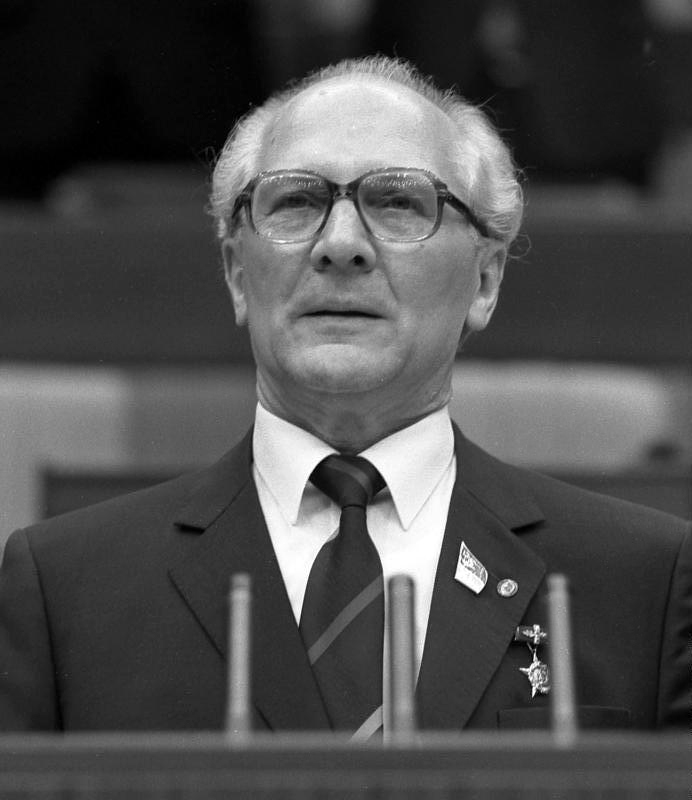
Еріх Хонеккер, 1986

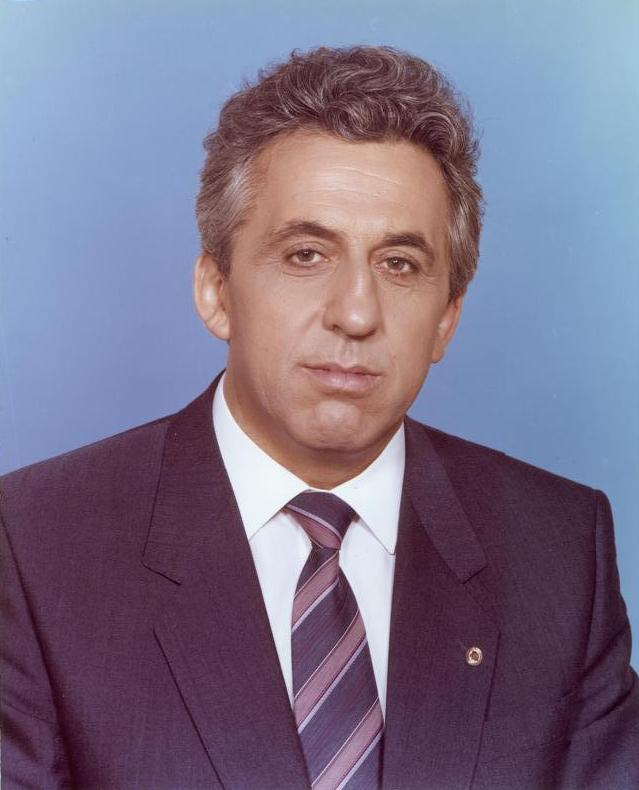
Еґон Кренц, 1984

Суспільно-політична криза в НДР посилилася небажанням і нездатністю керівництва владної Соціалістичної єдиної партії Німеччини (СЄПН) на чолі з її генеральним секретарем Еріхом Хонеккером визнати гостру потребу оновлення всього суспільно-політичного життя в країні. Зростала недовіра до політики СЄПН, розчарування в моделі авторитарно-бюрократичного соціалізму, яку обстоювало партійне керівництво. Цьому сприяли й зовнішні чинники: вплив на населення НДР процесів перебудови, демократизації та гласності в СРСР, а також кардинальні зміни в Польщі та Угорщині, особливо введення там багатопартійності й відмова від керівної ролі компартій.
Реакцією на кризові явища стало різке зростання числа біженців і переселенців з НДР у ФРН. У січні 1989 року зареєстровано 400 тисяч заяв на виїзд, а в першому місяці літа, після відкриття Угорською Народною Республікою кордону з Австрією, міграція набула характеру масової втечі. Десятки тисяч туристів з НДР, приїхавши до Угорської Народної Республіки, потім прямували через Австрію у ФРН. У Чехословацької Соціалістичної Республіки і Польщі сотні туристів з НДР проникали до посольств ФРН і просили політичного притулку. Усього за 1989 рік зі Східної Німеччини до Західної виїхало близько 350 тисяч осіб.
У кінці 1989 року невдоволення східнонімецького суспільства політичним і економічним курсом влади, особливо режимом «закритих кордонів», вилилося в колосальні демонстрації протесту. «Демонстрації по понеділках» швидко стали традиційними, сотні тисяч людей виходили на вулиці великих міст НДР з вимогами політичної лібералізації.
Керівництво НДР розділилося в питанні про те, що робити з незадоволеними. На початку жовтня до Східної Німеччини на святкування 40-річчя НДР прибув Михайло Горбачов, який дав зрозуміти, що Радянський Союз уже не буде втручатися в справи НДР для порятунку керівного режиму.
Намагаючись утриматися при владі, східнонімецьке керівництво почало шукати вихід із ситуації.
11 жовтня 1989 опубліковано заяву ЦК СЄПН про готовність обговорення вимог гласності, демократії, свободи виїзду за кордон та інших питань.
18 жовтня пленум ЦК СЄПН звільнив Еріха Хонеккера від обов'язків генерального секретаря й вивів із політбюро його найближчих прихильників: секретаря ЦК з економічних питань Гюнтера Міттага і секретаря ЦК з питань пропаганди Йоахіма Германна. Хонеккера також зняли з посади голови Державної ради НДР. На обидві ці посади обрано Егона Кренца — одного з близьких до Хонеккера діячів, секретаря ЦК СЄПН і члена політбюро.
8 листопада пленум ЦК СЄПН істотно оновив склад політбюро. До нього увійшов Ганс Модров — перший секретар Дрезденського окружного комітету СЄПН, відомий своїм критичним ставленням до старого керівництва партії і певним авторитетом серед населення.
Першим кроком нового керівництва став перегляд відносин з ФРН. 9 листопада 1989 керівництво НДР ухвалило рішення про зведення до мінімуму формальностей, пов'язаних з оформленням віз до Західної Німеччини. Фактично це означало відкриття західних кордонів НДР для вільних поїздок до ФРН та у Західний Берлін. «Берлінський мур» перестав грати свою роль грізної перепони, його почали розбирати на сувеніри.
17 листопада найвищий орган державної влади НДР — Народна палата — затвердила склад нового уряду країни під керівництвом Ганса Модрова. Уряд був сформований на коаліційній основі: з 28 міністрів 12 представляли СЄПН, а решта 16 міністрів — інші партії (Християнсько-демократичний союз, Ліберально-демократична партія, Національно-демократична партія і Демократична селянська партія). У грудні при уряді почав діяти «круглий стіл», в якому були представлені найвпливовіші партії і політичні угруповання Східної Німеччини.
Розширилася законотворча діяльність Народної палати — були прийняті закони про поїздки громадян НДР за кордон, про партії та інші політичні об'єднання, про зміни і доповнення конституції.
З ініціативи уряду почалося розслідування фактів зловживання владою та корупції в роки перебування при владі режиму Хонеккера. ЦК СЄПН ухвалив виключити з партії та віддати до суду Еріха Хонеккера, Гюнтера Міттага, голови ради міністрів Віллі Штофа, міністра держбезпеки Еріха Мільке та інших партійних і державних діячів. До відповідальності притягнуто також керівників профспілок Християнсько-демократичного союзу і Національно-демократичної партії.
У змінених політичних умовах нове керівництво СЄПН не змогло стримати розпаду своєї партії. За два останні місяці 1989 року з неї вийшло близько половини членів (900 тис. із 2 млн осіб). Народна палата НДР ухвалила вилучити з конституції положення «про керівну роль робітничого класу і його марксистсько-ленінської партії в житті країни» (в цьому відношенні НДО випередила свого недавнього учителя з демократизації — СРСР).
Подальші демократичні перетворення в НДР вимагають радикального оновлення керівних партійних органів. 3 грудня відбулася колективна відставка політбюро і ЦК партії на чолі з Егоном Кренцем, а через три дні Кренц змушений був залишити і посаду голови Державної ради.
Надзвичайний з'їзд СЄПН, що відбувся в середині грудня 1989, засудив бюрократичні методи колишнього керівництва партії, факти зловживання владою, корупції й особистого збагачення. З'їзд обрав нове партійне керівництво: з колишнього складу ЦК в нове правління партії (101 чоловік) увійшло лише три людини. Змінилася й назва партії — вона стала називатися «Соціалістична єдина партія Німеччини — Партія демократичного соціалізму». Однак незабаром перша частина назви вийшла з широкого вжитку. Головою партії став молодий адвокат Грегор Гізі, який оголосив про її корінну перебудову.

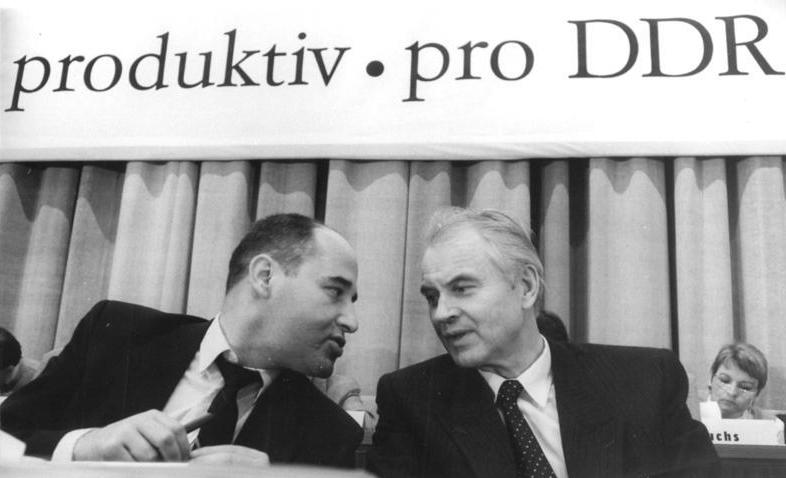
Грегор Гізі та Ганс Модров на з'їзді СЄПН-ПДС, лютий 1990

У лютому 1990 року з'їзд СЄПН-ПДС проголосив програмною ціллю партії демократичний соціалізм. У заявах з'їзду окремо зазначалося, що СЄПН-ПДС не є класовою партією і відкрита для всіх, хто прагне до суспільства соціальної справедливості.
Услід за реорганізацією СЄПН-ПДС відбулися інші важливі зміни в політичному житті НДР. Були створені нові партії та організації, які заявили про свій намір боротися за місця у майбутньому парламенті країни. Велику активність проявляли Соціал-демократична партія, а також організації «Новий форум», «Демократичний пробудження», «Об'єднання лівих», «Ініціатива за мир і права людини» та інші.
У розгорнулася передвиборчій боротьбі чотири колишніх союзника СЄПН-ПДС — Християнсько-демократичний союз, Ліберально-демократична партія, Національно-демократична партія і Демократична селянська партія — оголосили про свій вихід із традиційного блоку з колишньою владною партією. Основними пунктами програм цих партій стала відмова від соціалістичного шляху розвитку НДР, а також курс на возз'єднання з ФРН. Всі опозиційні до СЄПН-ПДС партії користувалися активною підтримкою з боку політичних і державних установ Західної Німеччини. Провідні діячі ФРН, включаючи канцлера Гельмута Коля, брали пряму участь у мітингах та демонстраціях, що проводилися на території НДР.
Питання про об'єднання двох німецьких держав опинився в центрі уваги всього політичного життя країни. Уряд НДР, очолюване Модровим, офіційно визнав помилковою концепцію наявності двох німецьких націй, соціалістичної і капіталістичної, і заявив про прагнення розвивати широке співробітництво з ФРН і Західним Берліном, а також висловило свою зацікавленість в отриманні від ФРН економічної допомоги. Одночасно проголошувалася вірність НДР своїм союзницьким зобов'язанням і визнавалася непорушність європейських кордонів.
Великий резонанс у світі викликав план Модрова «За Німеччину — єдину вітчизну», оприлюднений у лютому 1990 року. Згідно з цим планом, об'єднання Німеччини пропонувалося досягти поступово, шляхом вільного самовизначення німців у НДР і ФРН, у співпраці державами-переможницями у Другій світовій війні і з урахуванням інтересів усіх європейських країн. План передбачав кілька етапів: створення двома суверенними німецькими державами «договірного співтовариства» з конфедеративним елементами, потім — федерації або німецького союзу. Модров висловлювався за військовий нейтралітет обох держав вже на шляху до федерації.
Ця концепція була відкинута західнонімецьким урядом, який виступав за об'єднання на основі конституції ФРН.
18 березня 1990 відбулися вибори до Народної палати НДР. Більшість голосів на них отримав Християнсько-демократичний союз (40,9%), потім слідували соціал-демократи (21,8%). Партія демократичного соціалізму завоювала 16,3% голосів. Відповідно визначилося і розподіл місць, отриманих різними партіями в Народній палаті: партії правого блоку на чолі з ХДС забезпечили собі 193 місця з 400, СДПН — 87, а ПДС — 65 місць.
За підсумками виборів лідер ХДС Лотар де Мезьєр став главою уряду НДР. У середині травня де Мезьєр і канцлер ФРН Гельмут Коль підписали договір про створення єдиного економічного простору.
12 вересня держави-переможниці у Другій світовій війні, а також представники ФРН і НДР підписали в Москві Договір про остаточне врегулювання відносно Німеччини, який фактично підвів риску під підсумками другої світової війни в Європі. 3 жовтня 1990 НДР приєдналася до зони дії Основного закону (Конституції) ФРН. Німеччина знову стала єдиною країною.

## Дивись також
- Осінь народів
- Оксамитова революція